# Peramola
Peramola là một đô thị trong tỉnh Lleida, cộng đồng tự trị Cataluña Tây Ban Nha. Đô thị Peramola có diện tích là 56,2 ki-lô-mét vuông, dân số năm 2009 là 387 người với mật độ người/km². Đô thị Peramola có cự ly 6,89 km so với tỉnh lỵ Lleida.